# Granicã Satar
Granicã Satar (Granikan Satar), Granique-salar (Granik-salar) segundo Ferdinand Justi, foi um oficial persa do século VII, ativo sob o xá Cosroes II (r. 560–628). Seu nome, segundo Justi, possivelmente é uma corruptela produzida por Moisés de Dascurã (a fonte armênia que cita-o) e originalmente devia ser Dranique-salar. Ele aparece em 624, quando serviu no "Novo Exército" enviado sob Sarablangas para confrontar a invasão da Pérsia conduzida pelo imperador Heráclio (r. 610–641). Segundo Moisés, Granicã era um dos nobres confiáveis do rei, um governador e um comandante.